# 911-й истребительный авиационный полк
911-й истребительный авиационный полк (911-й иап) — воинская часть Военно-воздушных сил (ВВС) Вооружённых Сил РККА, принимавшая участие в боевых действиях Великой Отечественной войны и вошедшая после распада СССР в состав ВВС России. Расформирована в 1993 году.

## Наименования полка

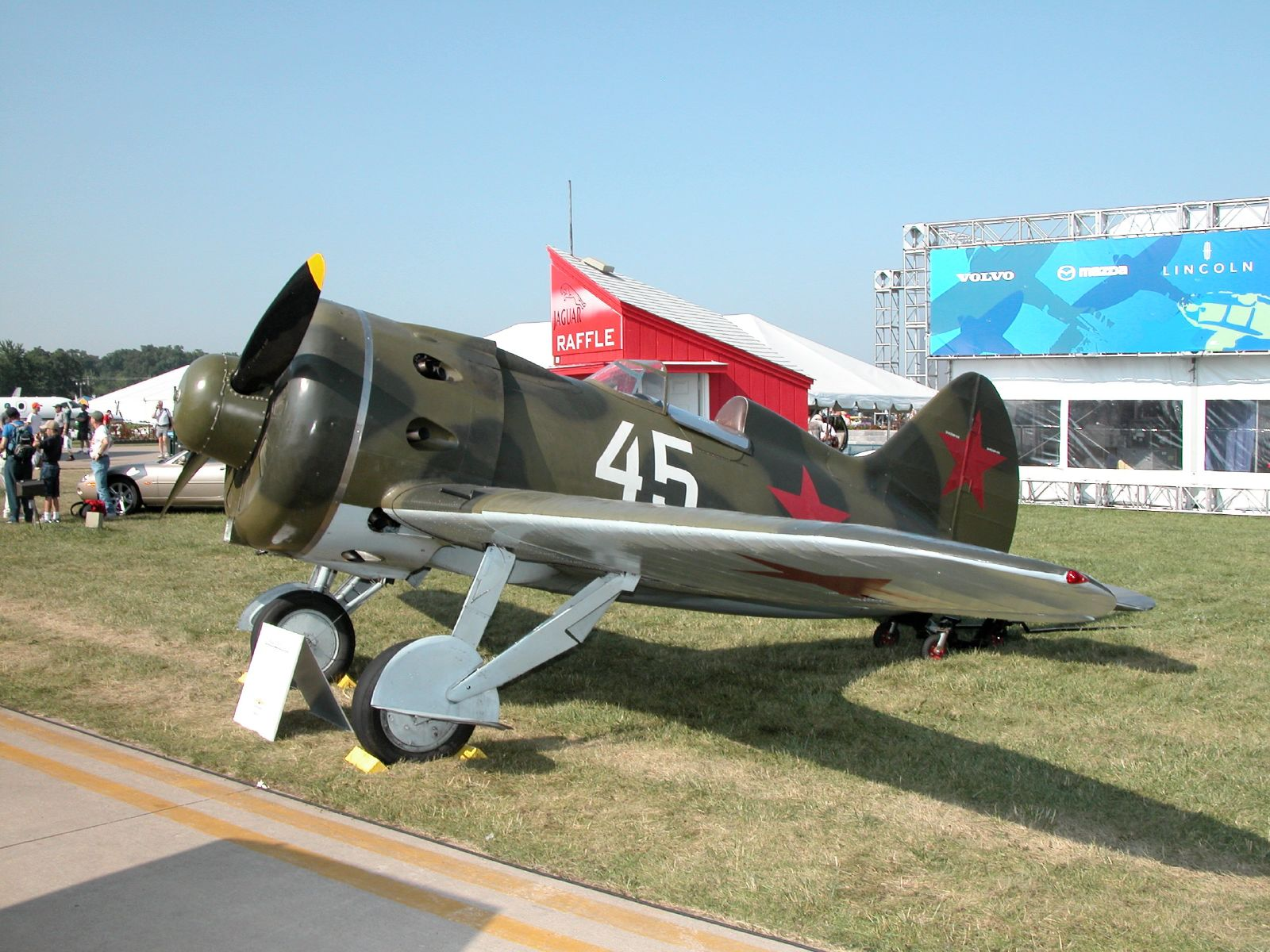
Истребителями И-16 полк был вооружён при формировании

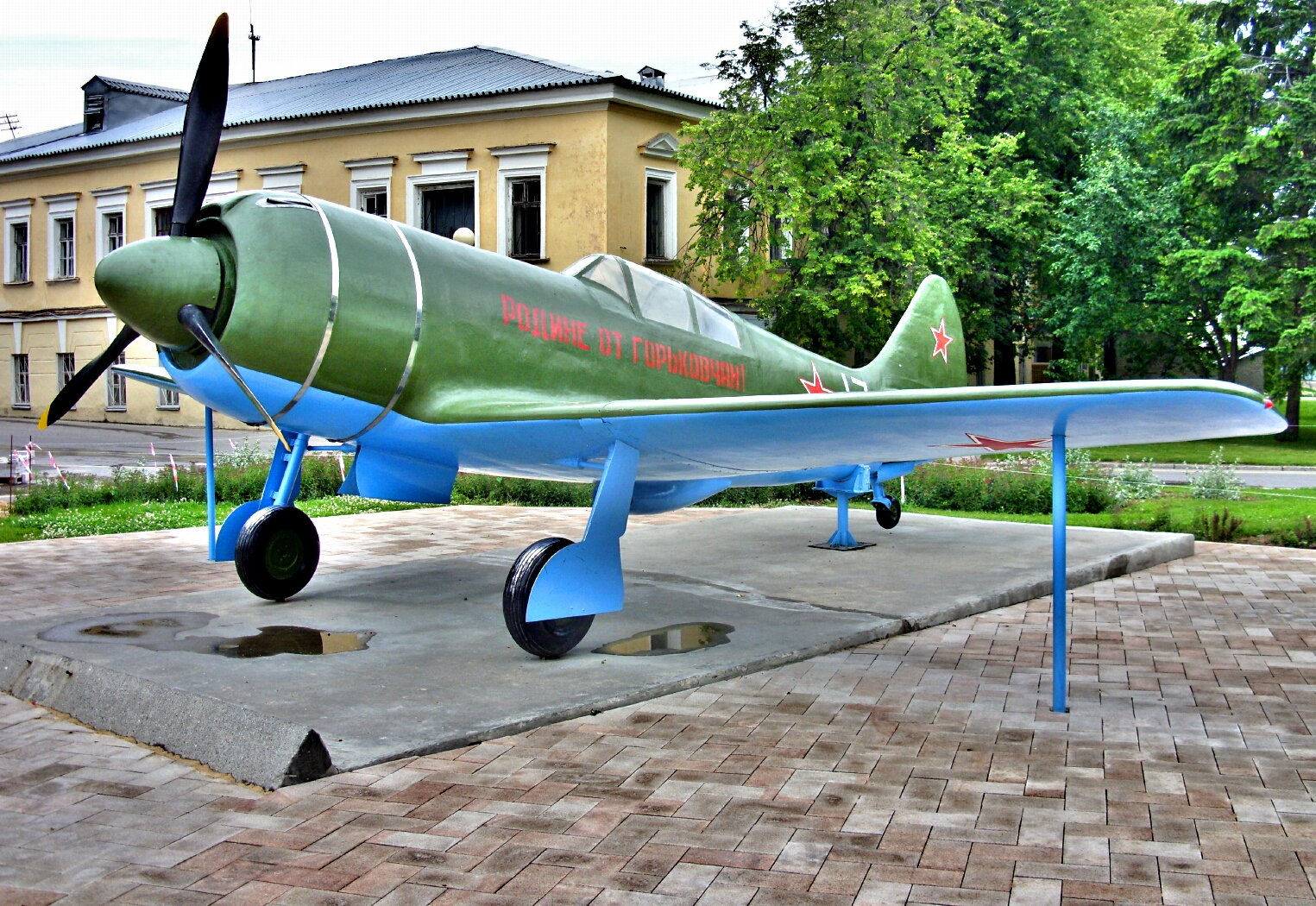
На истребителях Ла-7 полк воевал в Советско-японской войне

За весь период своего существования полк изменял своё наименование:
- 911-й истребительный авиационный полк[1];
- 911-й авиационный истребительно-бомбардировочный полк[2];
- 911-й авиационный полк истребителей бомбардировщиков[2];
- Войсковая часть (Полевая почта) 78620[2][1];
- Войсковая часть (Полевая почта) 18556 (с 1989 года)[2].

## История полка
Полк сформирован 25 июля 1942 года в ВВС Дальневосточного фронта в 29-й истребительной авиационной дивизии 10-й Воздушной армии Дальневосточного фронта на аэродроме Матвеевка-2 Хабаровского аэроузла по штату 015/134 на самолётах И-16. Окончательно сформирован к 17 августа 1942 года.
Осенью 1942 года (24.11.1942 г.) полк был передан из состава 29-й иад в состав 83-й авиационной дивизии 10-й Воздушной армии Дальневосточного фронта, где в декабре был переформирован по штату 015/284 (3 эскадрильи, 33 самолёта в полку).
В начале марта 1943 года полк возвращён в состав 29-й истребительной авиационной дивизии и 15 марта перебазировался на аэродром Переяславка Хабаровского аэроузла, где перевооружён с самолётов И-16 на истребители-бипланы И-153. В 1944 году полк перевооружён на самолёты Ла-5, а в 1945 году получил самолёты Ла-7.
С 21 июля полк, как и все части 10-й воздушной армии директивой командующего Дальневосточным фронтом приведены в полную боевую готовность. На аэродроме постоянно находилась дежурная эскадрилья полка в составе 12 истребителей в готовности № 1, остальные — в готовности № 2.
С 9 августа полк начал боевые действия в Советско-японской войне в составе 29-й истребительной авиационной дивизии 10-й Воздушной армии Дальневосточного фронта, перебазировавшись на полевые аэродромы Монголии. К началу боевых действий полк имел в своём боевом составе 57 Ла-7 и 2 Ла-5.
С началом Советско-японской войны с 9 августа в составе 18-го смешанного авиационного корпуса 10-й воздушной армии Дальневосточного фронта как отдельный полк в прямом подчинении командира корпуса на самолётах Як-9 принимал участие в Сунгарийской наступательной операции — с 9 августа 1945 года по 2 сентября 1945 года, являющейся частью Маньчжурской операции.
В составе действующей армии полк находился с 9 августа 1945 года по 3 сентября 1945 года.
Всего за период боевых действий:
| Выполнено боевых вылетов                                                                               | Сбито самолётов в воздухе                               |
| --- | ------------------------------------------------------- |
| 80 (по войскам противника — 4; на прикрытие войск — 38; по аэродромам противника — 4; на разведку — 34 | встреч с самолётами противника и воздушных боёв не было |

Уничтожено при атаках наземных целей (штурмовках):
| самолётов на аэродромах | вагонов |
| ----------------------- | ------- |
| 1                       | 1       |

Свои потери (небоевые):
| Потеряно самолётов, всего | Погибло лётчиков всего |
| ------------------------- | ---------------------- |
| 1                         | нет                    |

### Командиры полка
- майор Ерёмин, Алексей Устинович, с июля 1942 по декабрь 1942 г.[4]
- капитан, майор Курдаев Евгений Алексеевич с марта 1943 по январь 1945 г.
- майор Котельников, Константин Константинович, с января 1945 по декабрь 1945 г.

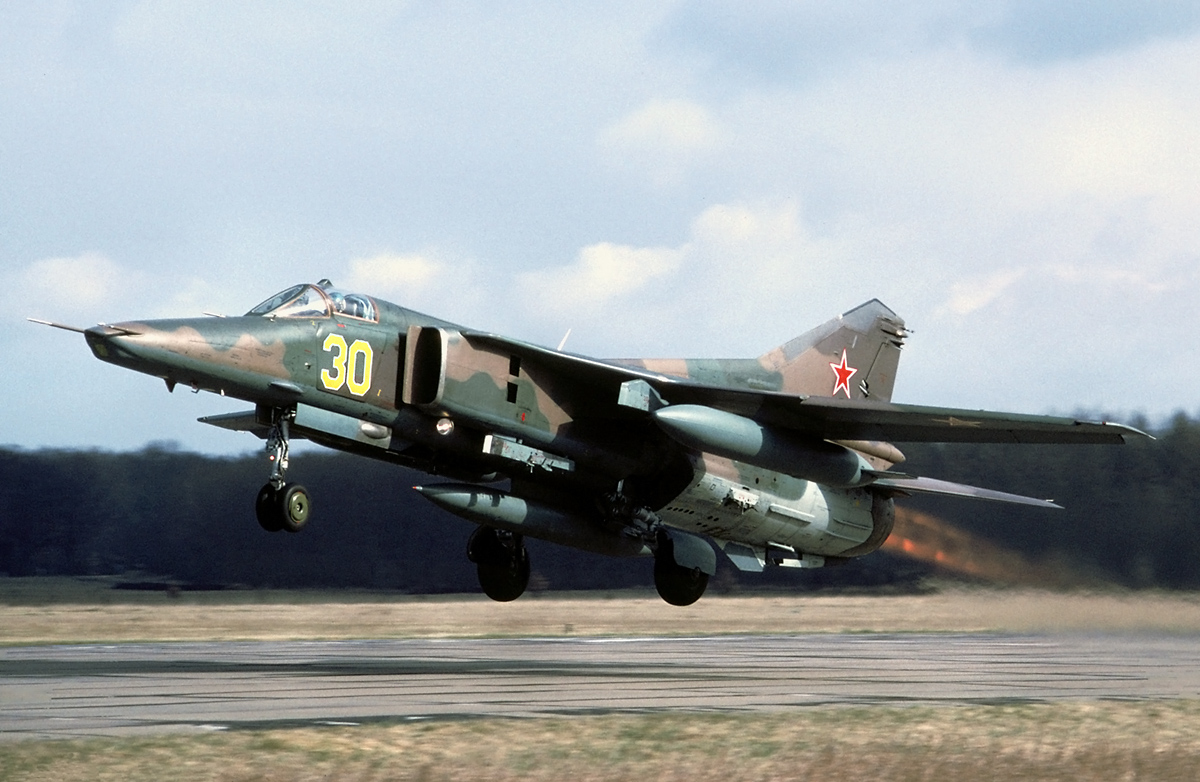
На МиГ-27 полк летал до расформирования

### Послевоенная история полка
С 1947 года полк базируется на Сахалин на аэродроме Большая Елань, по-прежнему входя в состав 29-й истребительной авиационной дивизии. В 1948 году полк получил новые самолёты — Ла-11. В июле 1949 года полк передан в состав 95-й смешанной авиационной дивизии и перебазирован на аэродром Уэль-Каль на Камчатке.
В мае 1950 года лётчик полка капитан Ефремов В. С., взлетев с аэродрома Тойохара (Южный Сахалин), перехватил и сбил американский истребитель F-51 «Мустанг», вторгшийся в воздушное пространство СССР.
В 1952 году полк перебазирован на аэродром Угольные копи (Анадырь). Согласно директиве Генерального Штаба ВС СССР № 0013 от 11 ноября 1953 года полк вместе с 95-й иад переводился в Белорусский военный округ на аэродром Лида. Там дивизия вошла в состав 26-й Воздушной армии, а полк был передан в состав 1-й гвардейской авиационной истребительно-бомбардировочной дивизии. В конце 1953 года полк получил первые МиГ-15, а с 1961 года — МиГ-17, которые эксплуатировал до 1976 года.
В 1960 году полк переименован в 911-й истребительно-бомбардировочный авиационный полк, а в 1975 году получил первые МиГ-21С из 684-го гвардейского иап. В 1976 году полк переименован в 911-й авиационный полк истребителей-бомбардировщиков. В 1981 году полк получил МиГ-23БН из 236-го авиационного полка истребителей-бомбардировщиков. В 1981 году полк получил новые МиГ-27, а в 1982 году МиГ-27К.
В июне 1989 года полк был передан в состав 105-й авиационной дивизии истребителей-бомбардировщиков 16-й воздушной армии и передислоцирован на аэродром Финстервальде. В июле 1992 года полк был возвращён обратно в состав 26-й воздушной армии на аэродром Барановичи, где был расформирован в 1993 году.

## Благодарности Верховного Главнокомандования
Воинам полка в составе дивизии объявлены благодарности Верховного Главнокомандующего:
- За отличные боевые действия в боях с японцами на Дальнем Востоке и овладение городами Цзямусы, Мэргэнь, Бэйаньчжэнь, Гирин, Дайрэн, Жэхэ, Мишань, Мукден, Порт-Артур, Харбин, Цицикар, Чанчунь, Яньцзи[5].